# Lola T93/30
La Lola T93/30 è una vettura da competizione, l'ultima utilizzata dalla Scuderia Italia nel Campionato mondiale di Formula 1 1993. Si trattava del primo e unico telaio progettato dalla Lola Racing Cars per il team italiano di Giuseppe Lucchini. Come piloti vennero assunti l'esperto Michele Alboreto e il debuttante Luca Badoer, fresco vincitore del campionato di Formula 3000.
Nonostante le elevate aspettative la vettura si rivelò altamente deludente, fallendo più volte la qualificazione e non conquistando alcun punto. Sia Lola che Scuderia Italia convennero che la collaborazione fu un errore per entrambe e, a fine stagione, il team bresciano si fuse con la Minardi.

## Contesto
La Scuderia Italia aveva fatto il proprio debutto al Gran Premio del Brasile 1988, legando il suo sodalizio a quello di Dallara, che forniva i telai al team. Tra tutte le piccole scuderie che avevano esordito alla fine degli anni ottanta era quella più solida e aveva conquistato due podi e saltuari piazzamenti a punti. I rapporti con Dallara erano però peggiorati durante la stagione 1992. Nonostante l'accordo per la fornitura dei motori con Ferrari, vennero conquistati appena due punti e il problema principale venne individuato per l'appunto nei nuovi telai, che avrebbero reso meno di quanto previsto.

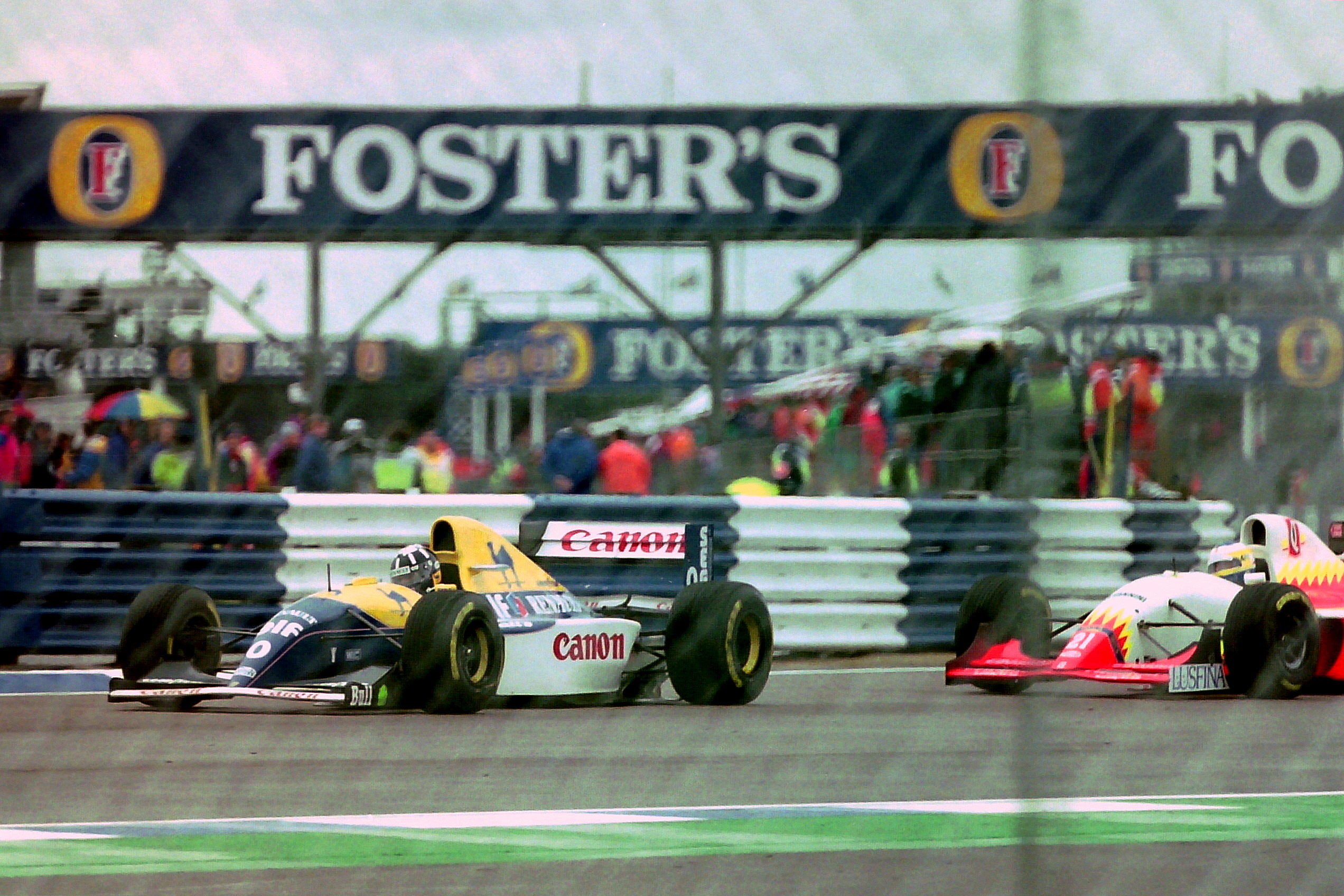
Damon Hill su Williams FW15C con alle spalle Michele Alboreto su Lola T93-30

Già dalla fine di luglio vennero dunque allacciati i contatti con Eric Broadley, patron della Lola, e dopo la metà di agosto l'accordo fu reso ufficiale; questo fu favorito anche dal fatto che la casa inglese si sarebbe impegnata a fornire i telai gratuitamente. Secondo i piani di Lucchini, nel caso in cui il patto avesse funzionato, la Lola sarebbe entrata nell'azionariato della Scuderia Italia, acquisendo una partecipazione del 49% (evento poi non realizzatosi a seguito della stagione fallimentare della squadra).
La squadra si assicurò inoltre la sponsorizzazione del marchio di sigarette Chesterfield e vennero ingaggiati l'esperto Michele Alboreto, reduce da una buona stagione in Footwork e attratto dalla possibilità di guidare nuovamente una monoposto motorizzata dalla Ferrari, e l'emergente Luca Badoer che aveva appena visto il campionato di Formula 3000 ed era alla prima esperienza in Formula 1.

## Sviluppo
La vettura venne progettata dal team di ingegneri della Lola, coordinati da Broadley, presso la sede di Huntingdon. La sigla T93/30 sta per Type 93, mentre /30 è il suffisso riservato alle monoposto della casa americana destinate alla Formula 1.
Si trattava di una vettura dalle linee molto convenzionali, con un telaio in monoscocca di fibra di carbonio, ma con un'aerodinamica inefficace e poco raffinata e priva degli aiuti elettronici, come le sospensioni attive, utilizzati dalla maggior parte dei team maggiori. Inoltre gli ingegneri fallirono nel riuscire ad adattare il V12 Ferrari alla monoposto, penalizzandola in particolare nelle curve a velocità medio-bassa.

## Presentazione
La monoposto venne presentata il 15 febbraio 1993 sul circuito di Estoril in occasione dei test invernali e per l'occasione venne portato un unico esemplare. Caratteristica era la nuova livrea, con l'abbandono del tradizionale rosso, per passare a una colorazione bianca e rossa, alternata da strisce gialle a zig zag riprendendo i colori dello sponsor Chesterfield.

## Carriera agonistica

### La stagione

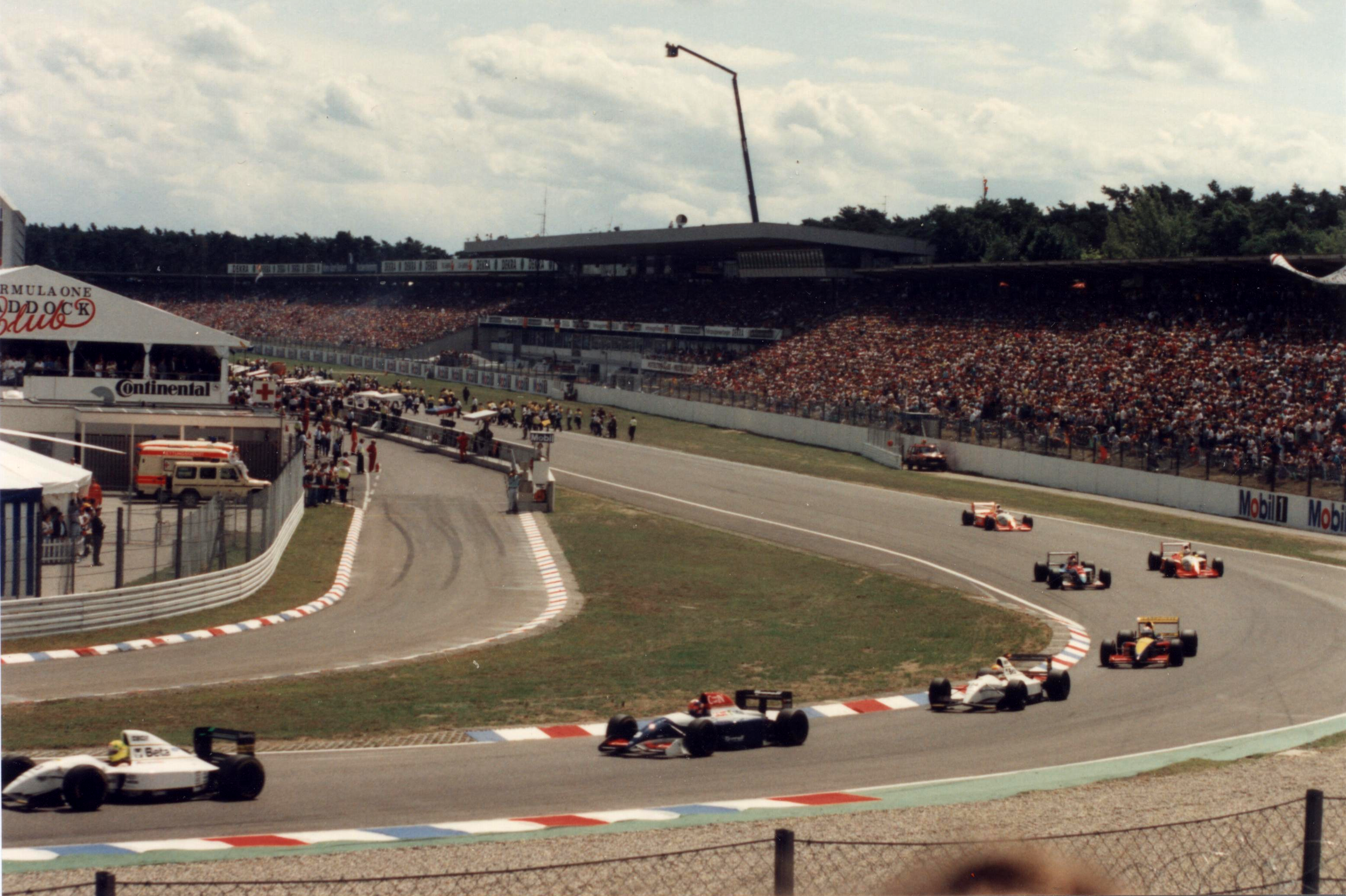
Le vetture giungono alla prima curva dopo la partenza del Gran Premio di Germania; le due T93/30 occupano gli ultimi posti

Il debutto della T93/30 avvenne all'inaugurale Gran Premio del Sudafrica; fin dalle prove Alboreto e Badoer ebbero diversi problemi ed entrambi furono concordi nel definire la vettura inguidabile, qualificandosi negli ultimi posti. In gara si ritirarono per noie meccaniche. La dipartita della March, che abbandonò il mondiale prima dell'appuntamento in Brasile, mise ancora più in difficoltà la squadra italiana, visto che i posti disponibili in griglia vennero ridotti da 26 a 25. Nonostante ciò Badoer piazzò la sua monoposto al ventunesimo posto in griglia, la miglior qualifica stagionale, e Alboreto fu l'ultimo tra i qualificati; riuscirono entrambi a terminare la gara all'undicesimo e dodicesimo posto, staccati di tre giri dal vincitore.
A partire dal ritorno in Europa, almeno uno dei due piloti mancò la qualifica fino al Gran Premio di Germania, quando si decise di ammettere in gara tutti i concorrenti. Nonostante ciò, a Imola, Badoer giunse settimo e sfiorò la zona punti, favorito anche dai vari ritiri. Nella seconda parte di stagione, comunque, le prestazioni non migliorarono, mentre si ebbe un piccolo passo avanti nell'affidabilità. Al Gran Premio d'Italia vennero per la prima volta introdotte le valvole pneumatiche sul motore e Alboreto replicò il miglior risultato in qualifica ottenuto da Badoer in Brasile. In gara era ai margini della zona punti quando venne costretto al ritiro.
Intanto i rapporti tra Lola e Scuderia Italia andavano deteriorandosi velocemente: i due gruppi di lavoro si accusavano l'un l'altro della stagione fallimentare a cui erano andati incontro e Ferrari annunciò che non avrebbe più equipaggiato il team con i propri motori a partire dall'anno seguente. Ad aumentare la tensione, la decisione di Lucchini di inviare presso la sede della Lola il progettista Sergio Rinland, a cui venne negato l'accesso all'edificio, per verificare il lavoro dei progettisti. A due gare dal termine Lucchini decise infine di ritirare il team dal campionato, ponendo fine alla partecipazione della Scuderia Italia al mondiale di Formula 1.

#### Risultati completi
| Anno | Vettura | Motore          | Gomme | Piloti   |     |    |    |    |     |     |    |     |     |     |     |    |     |     |  |  |  |  |  |  |  |  |  |  | Punti | Pos. |
| ---- | ------- | --------------- | ----- | -------- | --- | -- | -- | -- | --- | --- | -- | --- | --- | --- | --- | -- | --- | --- |  |  |  |  |  |  |  |  |  |  | ----- | ---- |
| 1993 | T93/30  | Ferrari Tipo 40 | G     | Alboreto | Rit | 11 | 11 | NQ | NQ  | Rit | NQ | NQ  | NQ  | 16  | Rit | 14 | Rit | Rit |  |  |  |  |  |  |  |  |  |  | 0     |      |
| 1993 | T93/30  | Ferrari Tipo 40 | G     | Badoer   | Rit | 12 | NQ | 7  | Rit | NQ  | 15 | Rit | Rit | Rit | Rit | 13 | 10  | 14  |  |  |  |  |  |  |  |  |  |  | 0     |      |